# Jackson King V
King V — электрогитара, изготовленная на основе Gibson Flying V компанией Jackson Guitars. Jackson King V первоначально был сделан для Роббина Кросби из группы Ratt, которую он начал популяризировать на протяжении 1980-х. Название также было связано с Кросби, который имел прозвище King. Лидер группы Megadeth Дэйв Мастейн в конечном итоге стал наиболее узнаваемым гитаристом с этой моделью. После создания пользовательских King V для Мастейна (завершена 10 октября 1986 года) компания позже начала массовое производство моделей серии Dave Mustaine Signature King V, которая вскоре станет одной из самых продаваемых гитар. Эта линия продолжалась выпускаться и в начале 2000-х до того времени, когда она претерпела значительные изменения и стала называться Y2KV. Эта гитара была очень сильно похожа на Gibson Flying V. Мастейн в 2002 году после травмы руки, продал всю свою личную коллекцию гитар Jackson, в 2003 году заключил контракт сначала с компанией ESP Guitars, в 2007 году - с Dean Guitars, а в 2021 году с тремя брендами семьи Gibson: сам Gibson, Epiphone, и Kramer

## Вариации King V

### Double Rhoads (никогда не была в серийном производстве)
Double Rhoads была симметричной версией Jackson RR с двумя более длинными рогами. Первая модель этой гитары была заказана гитаристом Overkill Дэйвом Линским. Когда гитара была готова, гитарист группы Ratt Роббин Кросби, заметив её, захотел заказать аналогичную гитару. Jackson изготовил ему две гитары: одну красную и одну чёрную (позже он получил свой белый Double Rhoads). Было изготовлено около 10 моделей Double Rhoads, прежде чем изменился дизайн гитары. Новая модель имела меньшие крылья, чем Double Rhoads, впоследствии получившая название King V. Первая модель King V была серебристого цвета с чёрным уклоном.

### King V Custom (Custom Shop)
Начиная с 1990 года King V выпускался с инкрустациями в виде акульего плавника, креплёным грифом и чёрной накладкой. Варианты синглов и хамбакеров были разнообразными, какие бы ни пожелал покупатель.

### King V Student (Custom Shop)
Та же самая модель, что и Custom, но с точечными инкрустациями, без болтового соединения и стыкующейся накладкой.

### KV1 (вышла из производства)
KV1 — подписная модель Дэйва Мастейна, являющаяся первой коммерчески успешной продаваемой гитарой King V. Ранее известная как King V Pro, КV1 вскоре поменяла своё предыдущее название, а также свою окантовку с Cherryburst на корину. Колки также были заменены на запирающие фирмы LSR. В конечном счёте на основе укороченного прототипа гитары, созданного для Роббина Кросби, появилась «Double-Rhoads», которая имела более длинный конец, чем предыдущая модель («Double-Rhoads» имеет 2 одинаковых по длине конца). Все остальные варианты  вытекают из этой конструкции. Американские версии этих гитар очень ценные для метал-гитаристов, так как их достаточно трудно найти в продаже.

### Y2KV (вышла из производства)
Y2KV является подписной моделью Дэйва Мастейна и отличается от всех остальных King V тем, что она имеет закругленные концы, похожие на Gibson Flying V.

### KV2 (американская серия)
KV2 — вариант модели King V, который выходит на фирме Jackson Guitars под названием USA Select Series. Корпус, изготовленный из ольхи, пересекается со сквозным кленовым грифом с накладкой из чёрного дерева. Он оснащён JB хамбакерами Seymour Duncan около грифа и струнодержателя. Эта модель имеет 24 лада и двойную запирающую тремоло-систему Floyd Rose. Эта модель изготавливается в США. KV2 - одна из двух гитар серии USA Select  (наряду с КЕ2), которая была изготовлена со «скоростным грифом» и тонкими по толщине ладами для быстрой игры на гитаре.

### KV2T (американская серия)
KV2T — вариант King V серии USA Select. Корпус изготавливается из красного дерева и пересекается трёхслойным сквозным грифом из махагони с накладкой из чёрного дерева. Она имеет такие же хамбакеры, как и KV2, но с JB датчиком около струнодержателя и '59 около грифа. Эта модель имеет 24 лада, а также уникальное прохождение струн сквозь корпус, накладку с инкрустациями в форме акульего глаза, логотип Jackson на головке грифа в виде морского ушка. Сама головка грифа изготовлена по SLS типу, а не по традиционному стилю Concorde и имеет запирающие колки Sperzel. Также следует отметить, что корпус с плоским верхом и не имеет скосы, как на других моделях Jackson King V. Гитара также имеет мензуру 24.75 дюйма, а не 25.5 , как на других моделях Jackson King V, хотя изначально размер был 25,5 дюйма.

### KV3 (вышла из производства)
KV3 производилась с 1998 по 2001 год в Японии. Она имеет синглы Seymour Duncan, тремоло-систему JT580LP, 22 лада, 1 регулятор громкости и тона, трёхпозиционный переключатель, инкрустации в виде акульих зубов, кленовый гриф на болтах, корпус из тополя, а также перламутровую накладку из палисандра.

### KV4 (вышла из производства)
С 1999 года (корейские серии) / 2001 (американские серии) новая модель имела JB SH-4 и ТВ-4 синглы  компании Seymour Duncan, лицензированную тремоло-систему JT580LP Floyd Rose, 24 лада, 1 регулятор громкости и тона, трёхпозиционный переключатель, жемчужные инкрустации в виде акульего плавника, сквозной кленовый гриф, корпус из ольхи и палисандровую накладку.

### KV5 (вышла из производства)
KV5 — японская версия King V среднего диапазона. Корпус изготовлен из ольхи и пересекается сквозным кленовым грифом с палисандровой накладкой. Данная модель оборудована 2 хамбакерами (около грифа и струнодержателя, соответственно) Seymour Duncan. Эта модель имеет 24 лада и двойную запирающую тремоло-систему Floyd Rose.

### KVX10 (Серия X)
Ранние модели имели корпус из тополь, кленовый гриф с соединением на болтах, накладку из палисандра и сквозной струнодержатель. После 2006 года корпус моделей изготавливается из липы. Эта модель имеет стандартные хамбакеры HB-103B (около струнодержателя) и HB-102N (около грифа) Duncan Designed. Стандартная модель имеет 24 лада, инкрустации в виде акульего плавника и лицензированную тремоло-систему Floyd Rose JT580 LP. Первая модель появилась 2001 году и была изготовлена в Индии. Последующие модели выпускались в Японии.

### JS30KV (Серия JS)
JS30KV — первый вариант King V JS серии, являющийся начальным уровнем гитар Jackson Guitars. Корпус изготовлен из индийского кедра, соединённый с кленовым грифом на болтах. Накладка сделана из розового дерева. Гитара имеет 24 лада и именные хамбакеры компании Jackson. Соединение — регулируемый корпус со сквозными струнами по спецификации JT390. Эта модель изготовлена в Индонезии. Следующая версия поколения JS30KV — это JS32T King V (та же модель, что и JS30, но с инкрустациями в виде акульего плавника) и JS32R King V (та же модель, что и JS32, но с лицензионной двойной запирающей тремоло-системой Floyd Rose JT580 LP).

### Модель Jenna Jameson (вышла из производства)
Jenna Jameson — изменённая модель гитары KVX10. Данная модель вышла ограниченным тиражом и имела на корпусе рисунок Дженны Джеймсон, её подпись находится под одним из хамбакеров, а инкрустация в виде копии татуировки Heartbreaker - на 12-м ладу. Эта модель оснащена регулируемым сквозным струнодержателем и слегка приподнятыми хамбакерами как и старая модель KVX10. Выпускалась до 2006 года.

### 25th Anniversary Model (вышла из производства)
Выпуск модели 25th Anniversary совпал с юбилеем компании Jackson Guitars в 2006 году. Были выпущены две гитары: одна - ограниченное издание Jackson Kelly, другая — King V. Эта модель King V выпускалась только на фирме Mercedes Silver. Две модели были подписаны Майком Шэнноном, старшим конструктором гитар в Jackson Custom Shop. Корпус изготовлен из тополя и соединён со сквозным трёхслойным кленовым грифом. Накладка сделана из чёрного дерева и имеет 22 ладов. Гитара оснащена двумя хамбакерами Seymour Duncan. Струнодержатель - двойная оригинальная запирающая тремоло-система Floyd Rose. Эта гитара была изготовлена на фирме Jackson Сustom Shop и имела 25 собранных единиц.

### Demmelition King V
Demmelition King V - первая именная модель наряду с Y2KV гитариста группы Machine Head Фила Дэммела. В отличие от обычных King V модель Demmelition имеет два выреза в каждом крыле гитары (эта модель доступна только на Custom Shop). Гитара имеет ольховый корпус, кленовый гриф, 24 ладовую накладку из чёрного дерева с перламутровыми инкрустациями в виде акульего плавника, оригинальную тремоло-систему Floyd Rose, 2 хамбакера: EMG 81 около струнодержателя и EMG 60 около грифа. Demmelition King V имеет гитарный строй Drop B, так как подобная настройка используется Филом Дэммелом в большинстве песен Machine Head (на некоторых из них присутствует строй C# Standard, например в Aesthetics Of Hate). Она доступна в четырёх расцветках: чёрная с серебристыми полосами, белая с черными полосами, красная с черными полосами и чёрная в белый горошек.

### King V KVXMG (серия X)
KVXMG — новая модель серии X. Она имеет корпус из липы, сквозной кленовый гриф и активные хамбакеры EMG 85 и 81. Другие особенности включают в себя двойную запирающую тремоло-систему Floyd Rose, 24 крупных лада, трёхпозиционный переключатель. Доступные расцветки: чёрная, зелёная и белоснежная кавасаби.

### Corey Beaulieu Signature King V
Эта гитара была сделана Jackson в сотрудничестве с соло-гитаристом Trivium Кори Больё в 6- и 7-струнных вариантах. Она имеет ольховый корпус с волнистым клёном в качестве топа, а также махагоновый корпус с фигурным клёном в качестве топа, сквозным кленовым грифом, накладкой из черного дерева с 24 ладами и перламутровыми акульими плавниками в качестве разметки ладов на грифе. Также эта модель имеет звукосниматели от Seymour Duncan модели AHB-1B (у бриджа) и AHB-1N (у грифа), вместе с системой тремоло Floyd Rose

## Дополнительные ссылки
- Официальный сайт компании Jackson в качестве разметки ладов на грифе.
- Сайт, посвященный гитарам Jackson (рус. яз.)
- Официальный дистрибьютор гитар Jackson (рус. яз.)
- Звук гитар Jackson (примеры mp3)